# Anastassia Michaeli
Anastassia Michaeli, (in ebraico אנסטסיה מיכאלי‎?; in russo Анастасия Михаэли?, Anastasija Michaėli) (Leningrado, 12 luglio 1975), è una politica, modella, giornalista e conduttrice televisiva israeliana, membro della Knesset dal 2009 al 2013, appartiene al partito di estrema destra Yisrael Beiteinu, guidato da Avigdor Liberman. Durante il suo mandato alla Knesset ha ricevuto l'attenzione dei media per aver tentato di disturbare fisicamente il discorso di un rappresentante arabo e per i commenti che ha fatto sulla psicologia di gay e lesbiche. Mentre era alla Knesset è stata attiva sulla scena internazionale come presidente di diverse leghe di amicizia parlamentare (con l'Estonia, l'Austria e la Svizzera) e ha rappresentato la Knesset nelle delegazioni ufficiali presso l'Unione Europea, Francia, Gran Bretagna e Taiwan.

## Biografia
Michaeli è nata Anastasija Michalevskij in Unione Sovietica, a Leningrado (ora San Pietroburgo, in Russia) da genitori cristiani di etnia russa.  Dopo aver studiato in una scuola incentrata sulla lingua inglese, è stata in grado di aiutare la famiglia, insegnando inglese ai bambini. In quel periodo, era a capo del Club dell'Amicizia Internazionale attivo nella sua scuola, che si dedicava ad ospitare delegazioni straniere e a rafforzare le relazioni internazionali tra i giovani. Da adolescente ha praticato diversi sport, tra cui lo sci di fondo.
Ha studiato per un anno discipline umanistiche, quindi ha cambiato i suoi interessi finendo per laurearsi in ingegneria elettrica presso l'Università statale delle telecomunicazioni di San Pietroburgo. Durante gli studi è stata incoronata Miss San Pietroburgo nel 1995. Poi si è presa un anno di pausa, trasferendosi a Parigi e lavorando lì come modella.
Ha incontrato il suo futuro marito, Josef Samuelson, ad una mostra sulla tecnologia a San Pietroburgo. Samuelson, originario di Riga, in Lettonia, è immigrato in Israele nel 1971 all'età di undici anni, ha dieci anni più di lei. Si sposarono nel 1997 e Michaeli si trasferì in Israele dove si è laureata in economia aziendale presso l'Università Bar-Ilan di Ramat Gan e si è convertita al giudaismo. Hanno otto figli. Dopo essersi convertita all'ortodossia,  Michaeli ha mantenuto una casa kosher e ha iscritto i suoi figli alle scuole religiose statali. Michaeli aderisce a una filosofia sionista all'interno della sua famiglia così come nella sua carriera, affermando che "il giudaismo è alla base del motivo per cui abbiamo questo paese, tanto per cominciare. Non è solo una religione". Vive a Rishon LeZion con suo marito e gli otto figli, l'ultimo nato quando era parlamentare.

## Carriera televisiva
La sua carriera mediatica è iniziata nel 2002 quando è stata assunta dal nuovo canale televisivo in lingua russa Israel Plus, dove ha lavorato come giornalista e presentatrice di Life's Pleasures e del programma quotidiano Morning. Nel 2006 è apparsa in dodici episodi della serie israeliana Miluim.

## Carriera politica
È entrata a far parte del partito Kadima di Ariel Sharon nel 2005, ma non è riuscita a ottenere abbastanza voti per entrare in parlamento. Nel dicembre 2008, ha accettato l'offerta di Avigdor Lieberman e si è unita al suo partito Yisrael Beiteinu. Nelle elezioni del 2009 si è classificata nona nella lista e poi è passata alla Knesset dopo che il suo partito ha vinto 15 seggi.
Dall'inizio del suo mandato, Anastassia Michaeli ha preso parte a una settantina di proposte legislative. Queste le proposte entrate in vigore nella legge israeliana: divieto di vendita in lotti di libri di testo scolastici; prevenzione della violenza contro il personale sanitario nelle strutture sanitarie; introduzione dei minimi di pena per il soggetto coinvolto in un pirata della strada e del divieto di contrattare con l'imputato del reato; interruzione del pagamento di stipendi, pensioni e altri pagamenti di un membro della Knesset e di un ex membro della Knesset colpevole di un reato; annullamento della condizione di pagamento degli alimenti a una persona che viaggia all'estero più di 3 volte l'anno.

### Attacchi contro i parlamentari arabi
Il 9 gennaio 2012, in una riunione della Commissione parlamentare per l'istruzione, Michaeli ha riempito d'acqua un bicchiere e lo ha lanciato in faccia al suo collega (arabo-israeliano), il deputato laburista Raleb Majadle durante la discussione su un preside di una scuola superiore araba che aveva portato gli studenti alla marcia annuale della Giornata dei diritti umani a Tel Aviv. Il comitato etico della Knesset l'ha poi sospesa per un mese dalla partecipazione al plenum o alle commissioni della Knesset ma le ha comunque permesso di prendere parte alle votazioni della Camera durante quel periodo. La leader del partito laburista, Shelly Yachimovich, ha attaccato il comportamento "selvaggio e violento" di Michaeli e ha detto che doveva avere una motivazione razzista. Questo non è stato comunque il primo incidente in cui Michaeli è stata coinvolta. Era già stata rimproverata dalla commissione etica nel 2010 dopo essere diventata violenta contro il deputato arabo-israeliano Hanin Zuabi cercando di trascinarla via dalla tribuna degli oratori. mentre Zuabi teneva un discorso sul raid della flottiglia di Gaza del 2010. La dichiarazione del comitato etico recita: "Il Comitato non è riuscito a trovare un precedente in cui un parlamentare tenti di disturbare fisicamente il discorso di un altro parlamentare prendendo posizione senza permesso. È stata superata una linea che non può essere ignorata".

### Dichiarazioni su gay e lesbiche
Intervenendo a una riunione della commissione della Knesset nel giugno 2012, Michaeli ha affermato che la maggior parte delle persone gay ha subito traumi sessuali in giovane età e si è suicidata all'età di 40 anni. Nello specifico, Michaeli ha detto: "Penso che la maggior parte dei gay siano ragazzi che hanno vissuto esperienze molto difficili di molestie sessuali in tenera età e la cosa peggiora... Alla fine si suicidano quando raggiungono i 40 anni e sono quegli stessi ragazzi che vogliono essere donne. Spero che anche la nostra consapevolezza aumenti... Questa è una campagna che deve essere fatta con i professionisti, anche con gli psicologi". I gruppi LGBT sono rimasti indignati dalle dichiarazioni e 300 hanno protestato in una marcia del gay pride a Tel Aviv.
In un'intervista una settimana dopo il primo commento controverso, Michaeli ha detto che "le ragazze rimangono incinte e abortiscono compromettendo le loro possibilità di rimanere incinte in futuro, e alla fine diventano lesbiche". Le dichiarazioni sono state fatte in relazione al suo lavoro per chiedere che le trasmissioni televisive siano regolamentate per i contenuti violenti e sessuali. Nella stessa intervista, Michaeli ha rifiutato di scusarsi per la precedente dichiarazione sui gay e sui traumi sessuali. Ha detto: "Se un uomo dicesse le stesse cose al posto mio, non ci sarebbe stata una risposta così ampia e vigorosa. Ho espresso la mia opinione e dovrebbe essere rispettata. Una preferenza sessuale si forma perché noi non abbiamo abbastanza pubblicità per i valori familiari normativi e un'adeguata educazione sessuale."
Prima delle elezioni del 2013 Michaeli ha deciso di ritirare il suo nome dalla lista dei candidati.